# ماتهگامووا
ماتهگامووا (به لاتین: Mathgamuwa) یک منطقهٔ مسکونی در سری‌لانکا است که در استان مرکزی (سری‌لانکا) واقع شده‌است.